# Raymond Leppard
Raymond John Leppard (* 11. August 1927 in London; † 22. Oktober 2019 in Indianapolis) war ein britischer Dirigent, Komponist und Cembalist, der durch seine Pionierarbeit bei der Wiederaufführung von barocker Instrumentalmusik und Opern ab den 1960er Jahren bekannt wurde.

## Leben und Werk
Leppard wuchs in Bath auf und studierte ab 1948 Cembalo und Bratsche am Trinity College in Cambridge (bei Hubert Middleton und Boris Ord). Dort war er auch Chorleiter und musikalischer Leiter der Cambridge Philharmonic Society. 1952 hatte er sein Debüt in London als Dirigent in der Wigmore Hall. Er leitete sein eigenes Leppard Ensemble und war eng mit dem Goldsbrough Orchestra verbunden, aus dem 1960 das English Chamber Orchestra hervorging. Daneben trat er als Cembalist auf und wurde Fellow des Trinity College, wo er von 1958 bis 1968 Lecturer war (1968 trat er als Director of Music des Trinity College zurück, Nachfolger war Richard Marlow). In den 1960er Jahren war er regelmäßig Gastdirigent des English Chamber Orchestra. 1959 gab er sein Debüt als Operndirigent in Covent Garden und 1962 in Glyndebourne, mit Claudio Monteverdis L’incoronazione di Poppea. Danach führte er weitere Barockopern in Glyndebourne auf, von Monteverdi und auch von Francesco Cavalli (L’Ormindo Glyndebourne 1967, La Calisto Glyndebourne 1970, Decca Aufnahme von La Calisto mit Janet Baker 1972).
Im November 1969 gab er sein Debüt als Dirigent in den USA mit dem Westminster Choir und den New York Philharmonic sowie als Solist in Haydns Cembalokonzert D-Dur. 1973 bis 1980 war er Chefdirigent des BBC Northern Symphony Orchestra in Manchester, des späteren BBC Philharmonic. 1987 bis 2001 war er musikalischer Leiter des Indianapolis Symphony Orchestra. 2004 bis 2006 war er musikalischer Berater des Louisville Orchestra. Gleichzeitig war er Artist in Residence an der University of Indianapolis.
Daneben war Leppard u. a. Dirigent an der Metropolitan Opera in New York (wo er u. a. Billy Budd von Benjamin Britten aufführte), an der New York City Opera, der San Francisco Opera, der Oper in Paris, der Hamburger Staatsoper, den Opern in Santa Fe, Stockholm, Genf. Er dirigierte u. a. das Chicago Symphony Orchestra, das Los Angeles Philharmonic Orchestra, Boston Symphony, Pittsburgh Symphony, Philadelphia Orchestra, das Symphonieorchester von St. Louis (wo er 1983 Principal Guest Dirigent war), das BBC Symphony Orchestra (inklusive Last Night of the Proms). In Glyndebourne dirigierte er die Uraufführung von Rising of the Moon von Nicholas Maw.
1963 komponierte er die Filmmusik zu Lord of the Flies, der Verfilmung von William Goldings Roman durch Peter Brook. Außerdem schrieb er die Filmmusiken zu Alfred der Große – Bezwinger der Wikinger Alfred the Great (1969) und Hotel New Hampshire (1984) sowie zum Film Der Satan mischt die Karten.
Leppard erhielt den CBE und war Commendatore della Republica Italiana (1973). Er war Ehrendoktor der Purdue University, der University of Indianapolis und der Butler University in Indianapolis. Für seine Schallplattenaufnahmen erhielt er u. a. den Deutschen Schallplattenpreis, einen Grammy, den Edison Prize.

## Schriften
- Cavalli’s Operas. In: Journal of the Royal Musical Association. Band 93. Oxford University Press, 1966, ISSN 0269-0403, S. 67–76 (englisch).
- Authenticity in Music. Faber Music, London / Boston 1988, ISBN 0-571-10088-0 (englisch, zur Aufführungspraxis Alter Musik).
- Raymond Leppard on Music: An Anthology of Critical and Personal Writings. Hrsg.: Thomas P. Lewis. Pro/Am Music Resources, White Plains NY 1993, ISBN 0-912483-96-2 (englisch, 668 S., Bibliografie und Diskografie).

## Auszeichnungen
- Order of the British Empire (CBE)

## Filmografie (Auswahl)
- 1963: Herr der Fliegen (Lord of the Flies)
- 1968: Der Satan mischt die Karten (Laughter in the Dark)
- 1969: Alfred der Große – Bezwinger der Wikinger (Alfred the Great)
- 1984: Hotel New Hampshire (The Hotel New Hampshire)